# Нижний замок (Полоцк)
Нижний замок (бел. Полацкі Ніжні замак) — несохранившийся замок (крепость) в Полоцке.
Нижний замок построен по приказу русского царя Ивана IV после взятия Полоцка его войсками в 1563 г. во время Ливонской войны. Представлял собой земляную насыпь («вал Ивана Грозного») длиной 600 м, высотой 10 м, шириной основания до 30 м, обнесенную по периметру бревенчатой стеной. Площадь замка — около 6 га. Насыпали вал замка вручную полочане в течение двух лет под руководством боярина Шуйского и воевод Зайцева и Щокина. Нижний замок на планах XVI в. имел 8 башен, в центре замка стояла башня типа донжон. В XVII в. башни заменили на «стоячий» частокол — тонко заострённые колья, стоящие остриём вверх.
Едва замок был создан в XVI в., он сразу же утратил оборонительное значение. Построенный без учёта законов фортификации, без учёта активного развития военной техники в XVI—XVII вв., практической пользы Нижний замок при обороне Полоцка не имел. В нём жили русские солдаты, после того как в Полоцке был оставлен царский гарнизон стрельцов под командованием князей Шуйского и братьев Серебряных (отчего замок стал называться ещё и Стрелецким).
Деревянные конструкции замка не сохранились. Вал замка сохранился частично — 400 м, в центре его проезд более позднего периода. Своей формой, зелёными насаждениями он достаточно органично вписывается в ландшафт города. В 60-х гг. XX в. в чаше замкового вала устроен стадион «Спартак».
- Панорама Полоцка с вала Нижнего замка, 1914 г.
- Стадион «Спартак» и вал Нижнего замка